# تاوروس (قبرس)
تاوروس (به لاتین: Tavros) یک منطقهٔ مسکونی در قبرس شمالی است که در ناحیه اسکله واقع شده‌است. تاوروس ۲۸۰ نفر جمعیت دارد.